# Riccardo Sales
Riccardo Maria Sales (Arona, 14 agosto 1941 – Treviso, 14 maggio 2006) è stato un cestista e allenatore di pallacanestro italiano.

## Biografia

Un time out chiamato da Sales negli anni settanta.

Milanese di nascita, ma trevigiano di adozione, Il Barone (così soprannominato per via dei suoi baffoni da aristocratico), come cestista fu un discreto giocatore, dato che arrivò fino alla serie B.
Come coach la sua carriera fu più proficua: allenò diverse società di serie A, tra gli anni settanta e l'inizio degli anni novanta: Milano 1958, Pallacanestro Varese, Benetton Basket Treviso, Basket Brescia, Gorizia e Pallacanestro Trapani.
In Nazionale maschile fu assistente di Sandro Gamba dal 1979 al 1988, vincendo l'oro europeo di Nantes 1983 e l'argento olimpico di Mosca 1980.
Tra il 1994 e il 2000 fu legato alla femminile, che guidò ai massimi livelli continentali e a lottare alla pari con le altre nazionali nelle massime competizioni FIBA, vincendo l'argento europeo di Brno e l'oro alle Universiadi giapponesi di Fukuoka, entrambe nel 1995.
Rilevante anche la qualificazione al torneo cestistico di Atlanta 1996, in cui l'Italia vinse la prima partita della sua storia olimpica dopo le 5 sconfitte consecutive ottenute tra le edizioni 1980 e 1992.
Negli ultimi anni di vita era tornato a Treviso, per occuparsi del settore giovanile della Benetton Basket.
È deceduto nel 2006, all'età di 64 anni, a causa di un melanoma.
Era sposato con Magda ed aveva due figli, Andrea (1971) e Filippo (1973), entrambi cestisti di buon livello.

## Palmarès
- Torneo femminile universitario: 1
Italia: 1995